# Jenny Erpenbeck
Jenny Erpenbeck (n. 12 martie 1967, Berlinul de Est, RDG) este o scriitoare contemporană de limbă germană din Germania și regizoare germană, deținătoare a premiului Independent Foreign Fiction.

## Biografie
Născută în Berlinul de Est, Erpenbeck este fiica fizicianului, filosofului și scriitorului John Erpenbeck și a traducătoarei de limbă arabă Doris Kilias. Bunicii ei sunt autorii Fritz Erpenbeck și Hedda Zinner. În Berlin a urmat un liceu de înaltă societate, unde a absolvit în 1985. A urmat o practică de doi ani într-un atelier de legătorie cărți înainte de a lucra în cadrul mai multor teatre ca regizoare și supraveghetoare garderobă costume.
Din 1988 până în 1990, Erpenbeck a studiat teatrul la Universitatea Humboldt din Berlin. În 1990 și-a schimbat studiile ca Director de Teatru de Muzică (studiind alături de, printre alții, Ruth Berghaus, Heiner Müller și Peter Konwitschny) la conservatorul de muzică Hanns Eisler. După terminarea cu succes a studiilor sale în 1994 (cu o producție a operei lui Bela Bartók, Castelul Prințului Barbă-Albastră, în biserica ei parohială și în centrul artistic Tacheles, a petrecut ceva timp la început ca asistentă directoare la Opera din Graz, unde în 1997 a realizat propriile producții după operele lui Schoenberg, Erwartung, opera lui Bartók, Castelul Prințului Barbă-Albastră și o premieră mondială a piesei sale, Cats Have Seven Lives. În calitate de regizoare independentă, a coordonat în 1998 diferite case de operă din Germania și Austria, inclusiv L'Orfeo a lui Monteverdi în Aachen, Acis și Galatea la Opera de Stat din Berlin și Zaide a lui Wolfgang Amadeus Mozart din Nürnberg/Erlangen.
În anii 1990 Erpenbeck a început o carieră de scriitoare, în plus față de cea de regizoare. Ea este autoarea prozelor și pieselor de teatru: în 1999, History of the Old Child, debutul ei; în 2001, colecția ei de povești Trinkets; în 2004, nuvela Dictionary; și în februarie 2008, romanul Pădurea Klarei. În martie 2007 lui Erpenbeck i s-a oferit o rubrică, o dată la două săptămâni, de Nicole Krauss în cotidianul Frankfurter Allgemeine Zeitung. În 2015 traducerea în limba engleză a romanului său The End of Days (Alle Tage Abend) a câștigat premiul Independent Foreign Fiction.
Lucrările lui Erpenbeck au fost traduse în limbile daneză, engleză, franceză, greacă, ebraică, olandeză, suedeză, slovacă, spaniolă, maghiară, japoneză, coreeană, lituaniană, norvegiană, poloneză, română, arabă, estonă și finlandeză.
Erpenbeck locuiește în Berlin cu fiul ei, Franz, născut în 2002.

## Opere

### Ficțiune
- Geschichte vom alten Kind (1999) ISBN: 3-8218-0784-9 (traducere în engleză de Susan Bernofsky: The Old Child and Other Stories. 2005. ISBN 978-0811216081.)
- Tand (2001) ISBN: 3-8218-0696-6
- Wörterbuch (2004) ISBN: 3-8218-0742-3 (traducere în engleză de Susan Bernofsky: The Book of Words. 2007. ISBN 978-0811217064.)
- Heimsuchung (2008) ISBN: 978-3-8218-5773-2 (traducere în engleză de Susan Bernofsky: Visitation. 2010. ISBN 978-0811219310.)
- Dinge, die verschwinden (2009) ISBN: 978-3-86971-004-4
- Aller Tage Abend (2012) ISBN: 978-0-8112-2192-4 (traducere în engleză de Susan Bernofsky: The End of Days. 2014. ISBN 978-0811221931.)
- Gehen, ging, gegangen (2015) ISBN: 978-3-8135-0370-8 (traducere în engleză de Susan Bernofsky: Go, Went, Gone. 2017. ISBN 978-0811225946.)

### Piese de teatru
- Katzen haben sieben Leben (Cats Have Seven Lives) (2000)
- Leibesübungen für eine Sünderin (Physical Exercises for a Sinner) (2003)

## Traduceri în limba română
- Pădurea Klarei (Heimsuchung), traducător Andrei Anastasescu, Editura Humanitas, București, 2010, ISBN: 978-973-50-2768-1 - inclus și în proiectul Punți literare al Goethe-Institut Bukarest.[13]
- Eu plec, tu pleci, el/ea pleacă (Gehen, ging, gegangen), traducător Andrei Anastasescu, Editura Black Button Books, București, 2021, ISBN: 9786069003244, [14]

## Distincții
- 2001ː Premiul juriului la concursul Ingeborg Bachmann din Klagenfurt[15]
- 2001ː Mai multe rezidențe (locuința Ledig Rowohlt House în New York, Künstlerhaus Schloss Wiepersdorf)
- 2004ː Premiul literar GEDOK
- 2006ː Câștigătoarea bursei Island Writers on Sylt[16]
- 2008ː Solothurner Literaturpreis
- 2008ː Premiul literar Heimito von Doderer
- 2008ː Premiul literar Hertha-Koenig
- 2009ː Premiul pentru North LiteraTour
- 2010ː Premiul literar pentru Steel Foundation Eisenhüttenstadt[17]
- 2011ː Premiul Jewish Quarterly-Wingate, nominalizare pentru Pădurea Karlei[18]
- 2013ː Premiul Joseph Breitbach
- 2014ː Premiul Hans Fallada
- 2015ː Premiul Independent Foreign Fiction, câștigătoare pentru The End of Days (premiu împărțit cu traducătoarea Susan Bernofsky)[19]
- 2016ː Premiul literar internațional Dublin, selectată pentru The End of Days
- 2016ː Premiul Thomas Mann[20]
- 2017ː Premiul Strega European
- 2017ː Ordinul de Merit al Republicii Federale Germania[21]

## Vezi și
- Literatura germană

## Legături externe
- de Jenny Erpenbeck în Catalogul Bibliotecii Naționale a Germaniei (Informații despre Jenny Erpenbeck • PICA • Căutare pe site-ul Apper)
- Jenny Erpenbeck la Internet Movie Database